# تشالدين (قمر)

القمر تشالدين (بالإنجليزية: Chaldene)‏ المعروف أيضاً باسم المشتري الحادي والعشرون (بالإنجليزية: Jupiter XXI)‏، هو قمر طبيعي غير نظامي يتحرك بحركة تراجعية تابع لكوكب المشتري.
و ينتمي هذا القمر إلى مجموعة كارم المكونة جميعها من أقمار غير نظامية وتتحركة بحركة تراجعية دائرة حول المشتري على مسافة تتراوح بين 23 و24 جيجامتر وزاوية ميلان تبلغ تقريباً 165°.

## اكتشافه
اكتشف هذا القمر فريق من علماء الفلك من جامعة هاواي بقيادة سكوت شيبارد في عام 2000 للميلاد، وتمت تسميته مؤقتاً بالاسم S/2000 J 10.

## خصائصه
يدور هذا القمر حول كوكب المشتري على مسافة متوسطة تبلغ 22,713 ميغامتر في 699.327 يوماً، بزاوية ميل يبلغ قدرها 167 درجة في اتجاه (°169 من خط الاستواء في المشتري) حسب مسير الشمس مع شذوذ مداري يبلغ قدره 0.2916.
و يبلغ قطر هذا القمر حوالي 3.8 كيلومترات.